# آل عبد الله علي (الصومعة)

تعديل مصدري - تعديل

ال عبد الله على هي إحدى قرى عزلة ال عبيد بمديرية الصومعة التابعة لمحافظة البيضاء، بلغ تعداد سكانها 153 نسمة حسب تعداد اليمن لعام 2004.